# Unión Panamericana
Unión Panamericana é um município da Colômbia, localizado no departamento de Chocó.